# Demarcatiecriterium
Een demarcatiecriterium is, in de wetenschapsfilosofie, een criterium om wetenschappelijke kennis te scheiden van pseudowetenschappelijke kennis.

## Demarcatie op basis van falsificatie
Het demarcatiecriterium van Karl Popper is dat de wetenschap falsifieerbare uitspraken dient te produceren. Dit betekent dat deze uitspraken aan de hand van waarnemingen op hun betrouwbaarheid kunnen worden onderzocht, en eventueel kunnen worden weerlegd. Deze waarnemingen kunnen afkomstig zijn uit de dagelijkse praktijk, maar vaak worden ze verzameld door het uitvoeren van een gecontroleerd experiment.

## Demarcatie op basis van verificatie
Het criterium van Popper komt voort uit discussies in de Wiener Kreis. Daarin waren ook voorstanders van een strenger criterium, zoals Rudolf Carnap: uitspraken zouden bewijsbaar moeten zijn, door rechtstreekse waarneming en/of het gebruik van logica. Deze eis tot verifieerbaarheid sluit uit dat de wetenschap conclusies trekt uit statistische inferentie, wat tegenwoordig juist een belangrijk onderdeel vormt van de wetenschapsbeoefening.